# Luis Herrera
Denne side handler om cykelrytteren. For fodboldspilleren af samme navn, se Luis Fernando Herrera.
Luis Alberto "Lucho" Herrera (født 4. maj 1961, Colombia) er en tidligere cykelrytter, og var den første colombianer, som vandt en etape i Tour de France. Hans bedste resultat var den samlede sejr i Vuelta a España i 1987, desuden vandt han etapeløbet Dauphiné Libéré i både 1988 og 1991 samt etapeløbet Vuelta a Colombia i 1985, 1986 og 1988.
Mest kendt er Luis Herrera ved at være den ene i blandt kun to, som har vundet bjergtrøjen i alle de tre store etapeløb (Grand Tours), den eneste anden er spanieren Federico Bahamontes.
I 2000 blev Luis Herrera kortvarigt holdt som gidsel af FARC.

## Udvalgte resultater
- 1984: Vinder af 17. etape i Tour de France
- 1985: Vinder af Bjergtrøjen i Tour de France
  - vinder af 11. og 14. etape i Tour de France
- 1987: Samlet vinder af Vuelta a España, samt vinder af bjergtrøjen.
  - Vinder af Bjergtrøjen i Tour de France, samt nr. 5 i det samlede klassement.
- 1988: Samlet vinder af Dauphiné Libéré
  - Samlet nr. 6 i Tour de France
- 1989: Vinder af bjergtrøjen i Giro d'Italia
- 1991: Samlet vinder af Dauphiné Libéré
  - Vinder af bjergtrøjen i Vuelta a España